# Toloka

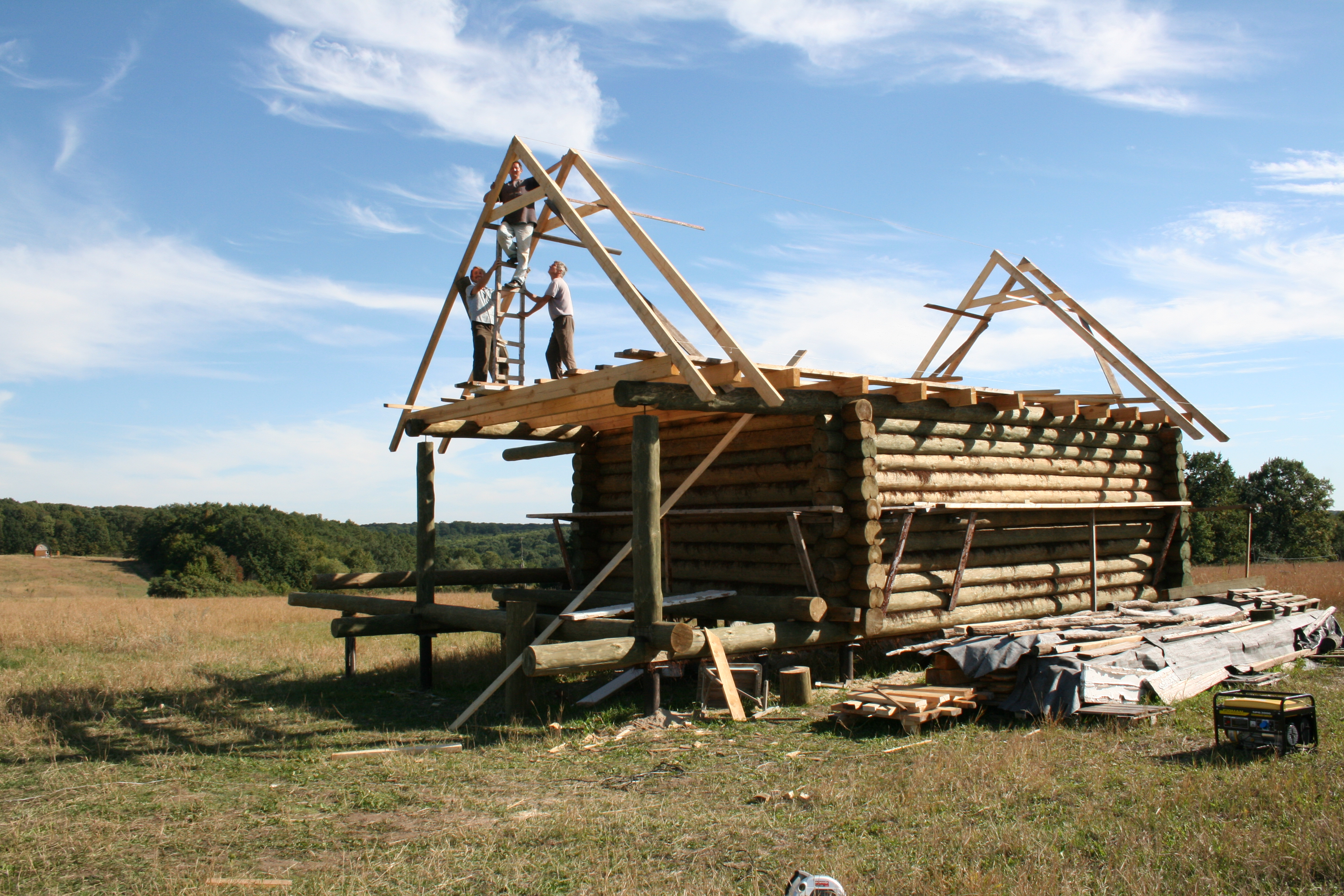
Bau eines Holzhauses als Toloka-Praxis (Belgorod 2010)

Toloka (auf Russisch und Ukrainisch, Polnisch: Tłoka, Litauisch: Talka, Belarussisch: Talaka) ist eine historische Kulturtechnik der gegenseitigen Hilfe unter der vorrevolutionären osteuropäischen Landbevölkerung, das sich in Russland, der Ukraine und dem Baltikum nachvollziehen lässt. Auf Beschluss der Dorfversammlungen oder Bitte der Hilfsbedürftigen selbst leisteten die Bauern oder Dorfbewohner unentgeltliche Hilfe bei der Ernte oder dem Bau von Gebäuden.
Dauer und Umfang variierten dabei stark; die Verpflegung der Helfenden fiel derweil den Betroffenen zu. Oftmals gaben die Zusammenkünfte Anlass für anschließende Dorffeste oder Feiern. Nach der Oktoberrevolution ging die Praktik zum Teil in den durch Lenin entwickelten Arbeitsdienst Subbotnik auf.
Es gibt eine sprachliche Nähe zu bis heute in Skandinavien praktizierten Formen der Nachbarschaftshilfe (talkoot/talko im Finnischen/Finnlandschwedischen). Vergleichbar ist auch das in den Vereinigten Staaten bis heute durch die Amischen praktizierte Barn Raising (auch: raising bee oder rearing), das gemeinschaftliche Errichten einer Scheune innerhalb kürzester Zeit.

## Zeitgenössische Rezeption
Unter dem entlehnten Namen Tolocar entwickelte die deutsche Hilfsorganisation CADUS 2022 mobile Makerspaces zur Ukraine-Hilfe. Das russische Unternehmen Yandex betreibt eine Toloka genannte Crowdsourcing- und Mikrotasking-Plattform. 
Bis heute praktizieren auch Dorfgemeinschaften der rechtsesoterischen Anastasia-Bewegung gemeinsame Arbeiten, die sie als Toloka bezeichnen.